# 基辅音乐节
基辅音乐节（烏克蘭語：Київ Музик Фест）是于乌克兰基辅市举办的年度国际音乐节，主要介绍现代乌克兰古典音乐，旨在把乌克兰音乐家推广到世界艺术背景下。基辅音乐节由乌克兰文化部和乌克兰全国作曲家联盟联合创办并资助。
该音乐节在每年的九月下旬至十月上旬举行。音乐节的内容包括现代乌克兰和外国作曲家的作品，且由独奏艺术家和音乐团体表演。

## 历史
该节日于1990年由乌克兰著名作曲家伊万·卡拉贝茨组织而建。他在 1990 年至 2001 年间担任该音乐节的音乐总监。这个位置在2002起由米罗斯拉夫·斯科里克接管。米罗斯拉夫在2002年至2005年间担任音乐总监，并在2013年至2019年再次接管音乐节。2006年至2011年间的音乐总监和2020年起的音乐总监分别由 Ivan Nebesnyy 和 Ihor Shcherbakov 担任。

## 节日场地

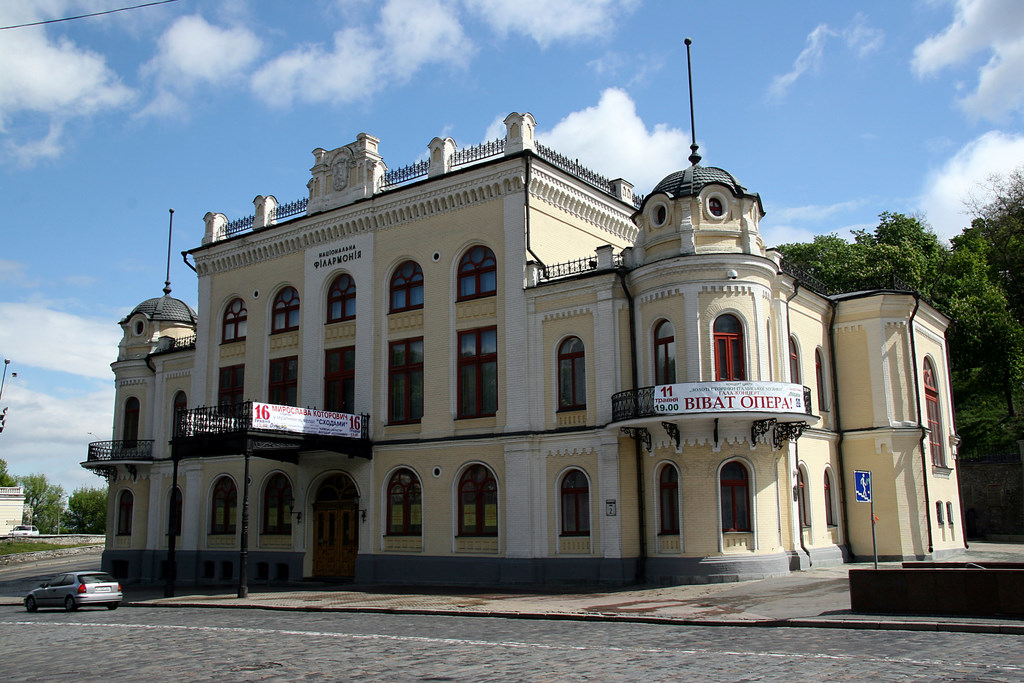
基辅国家爱乐乐团的李森科柱厅是标志性的古典音乐场所。

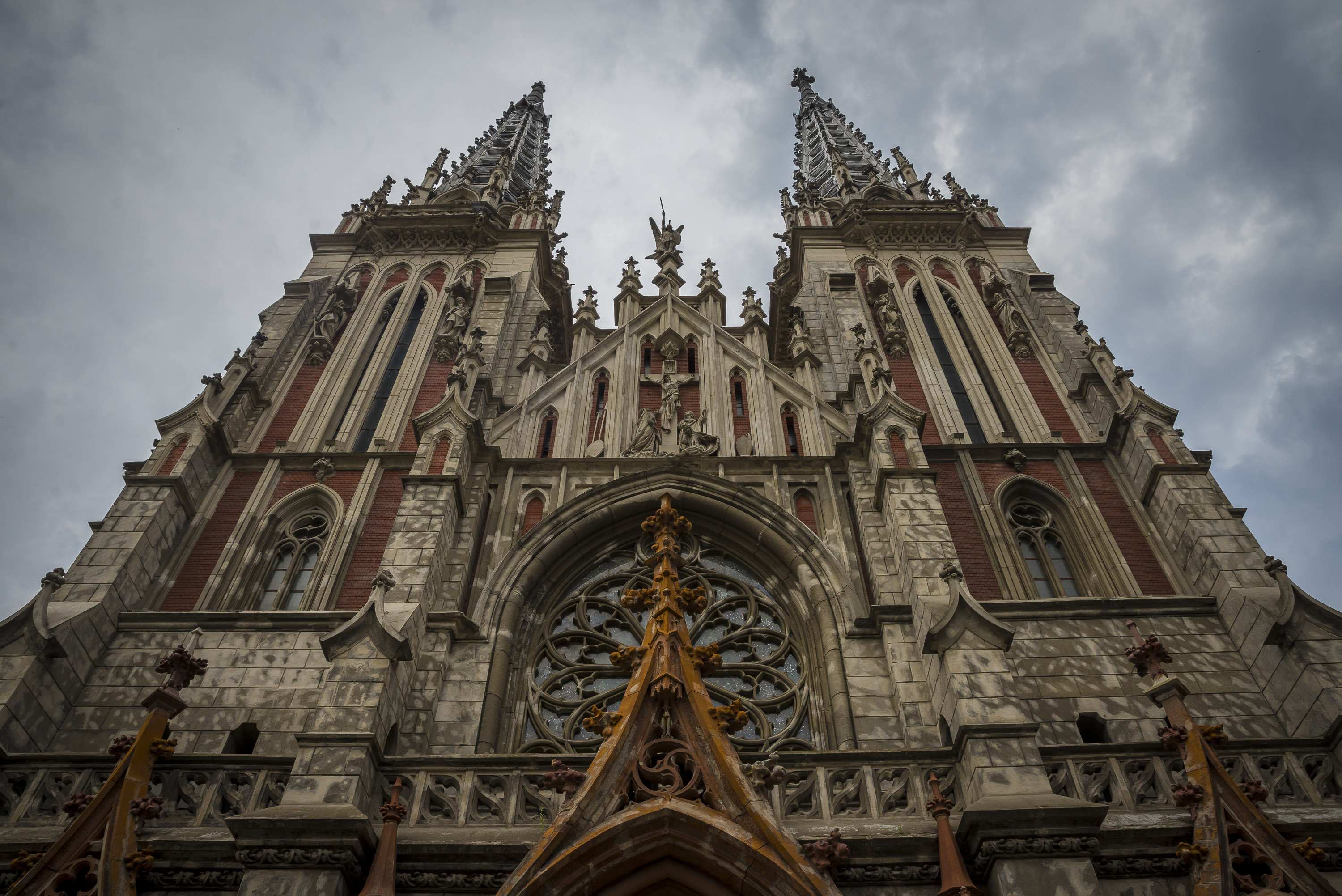
基辅音乐节的交响音乐会于圣尼古拉斯大教堂内的乌克兰国家管风琴和室内音乐厅举行。

节日音乐会通常在基辅市中心具有重要建筑意义的场所举行，包括：
- 乌克兰国家歌剧院
- 乌克兰国家爱乐厅
- 基辅音乐学院的大礼堂和小礼堂
- 乌克兰国家管风琴和室内音乐厅（位于圣尼古拉斯罗马天主教堂）
- 乌克兰国家科学院基辅科学家之家[4]

## 引用
1. ↑  Марина Копиця, Галина Степанченко. . Kyiv Music Fest.   [2013-09-03]. （原始内容存档于2016-03-03）.
2. ↑  Ministry of Culture of Ukraine. . Verkhovna Rada. 2013-07-26  [2013-09-03]. （原始内容存档于2013-12-27） （乌克兰语）.
3. ↑  Гуркова Ольга.   (PDF). Українське музикознавство. 2011, 37: 432–445  [2013-09-02]. （原始内容 (PDF)存档于2013-12-27） （乌克兰语）.
4. ↑  . www.festivalfinder.eu.   [2022-02-24]. （原始内容存档于2022-02-24） （英语）.